# Wrightsboro
Wrightsboro és una concentració de població designada pel cens dels Estats Units a l'estat de Carolina del Nord. Segons el cens del 2007 tenia 5.323 habitants.

## Demografia
Segons el cens del 2000, Wrightsboro tenia 4.496 habitants, 1.777 habitatges i 1.284 famílies. La densitat de població era de 161,8 habitants per km².
Dels 1.777 habitatges en un 33,3% hi vivien nens de menys de 18 anys, en un 53,9% hi vivien parelles casades, en un 14,9% dones solteres, i en un 27,7% no eren unitats familiars. En el 23,4% dels habitatges hi vivien persones soles el 7,3% de les quals corresponia a persones de 65 anys o més que vivien soles. El nombre mitjà de persones vivint en cada habitatge era de 2,53 i el nombre mitjà de persones que vivien en cada família era de 2,97.
Per edats la població es repartia de la següent manera: un 25,6% tenia menys de 18 anys, un 7,1% entre 18 i 24, un 31,2% entre 25 i 44, un 25,1% de 45 a 60 i un 11% 65 anys o més.
L'edat mediana era de 37 anys. Per cada 100 dones de 18 o més anys hi havia 89,2 homes.
La renda mediana per habitatge era de 37.876 $ i la renda mediana per família de 40.327 $. Els homes tenien una renda mediana de 31.667 $ mentre que les dones 24.173 $. La renda per capita de la població era de 17.681 $. Entorn del 6,5% de les famílies i el 10,5% de la població estaven per davall del llindar de pobresa.

## Poblacions més properes
El següent diagrama mostra les poblacions més properes.